# IceWarp Server
IceWarp Server (ehemals IceWarp Merak Mail Server) ist eine proprietäre Kommunikationslösung mit den Kernkomponenten Mailserver und Groupware, welche viele offene Standards wie zum Beispiel OpenLDAP implementiert hat.
Die gesamte Lösung wird vom europäischen Unternehmen IceWarp Ltd. entwickelt; der Vertrieb und Support läuft auch über die IceWarp Ltd.
Der Server ist modular aufgebaut und wird ebenso lizenziert. Daher müssen nur die Module lizenziert werden, welche auch benötigt werden. Folgende Module sind erhältlich:
- Mailserver – MTA, LDAP-, POP3-, SMTP- und IMAP-Server
- Webmail – Ajax-basiertes Webmail
- Anti-Spam – Anti-Spam-Engine mit der Kernkomponente SpamAssassin und zweiter Schicht CYREN ex Commtouch
- Anti-Virus – Virenscanner auf Basis der Kaspersky-Engine
- FTP-Server – proprietärer FTP-Server
- Instant Messaging-Server – IM-Server auf XMPP-(Jabber-)Basis
- GroupWare-Module – Freigeben von PIM-Daten an andere Benutzer (Kalender-Freigabe, Öffentliches Adressbuch etc.)
- Outlook Sync – Outlook Add-In für den Abgleich von PIM-Daten zwischen Outlook und IceWarp Server
- ActiveSync Server für GroupWare – ActiveSync-Server
- SyncML Server für GroupWare – SyncML-Server
- CalDAV Server für GroupWare – CalDAV-Server
- VoIP-SIP-Server – VoIP-Lösung

## Funktionsumfang
- Mailabruf über POP3/IMAP
- Groupware kann mittels Webmail, Outlook, Thunderbird, Smartphones, iCal und weiteren Clients genutzt werden.
- iPhone und Tablet-optimiertes Webmail
- LDAP-Server
- SpamAssassin
- PushMail
- VoIP
- Instant Messaging-Server
- Anbindung an Datenbanksysteme SQLite, MSSQL, MySQL und Oracle möglich
- ETRN Server
- statische Routen
- API für Entwickler

## Unterstützte Protokolle
- SMTP/ESMTP
- IMAPv4 inkl. PUSH via IDLE Kommando
- IMAP ACL
- POP3/SPOP3
- APOP
- HTTP(S)
- FTP(S) mit OTP/S-Key
- OpenLDAP
- SIP und SIP SIMPLE
- Jabber/XMPP
- HTTP Proxy
- TLS/SSL 128-bit für alle Dienste
- IPv6
- SNMPv2
- WebDAV, GroupDAV, CardDAV und CalDAV
- SyncML 1.1
- ActiveSync 14.1
- OMA DS 1.2
- vCal, vCard, vNote, und vFreeBusy
- quoted/base64 encoding
- Unicode (UTF-8)
- SHA1/MD5/DigestMD5 RSA encryption methods